# NRW-Liga
Die NRW-Liga war eine der zehn Oberligen, die die fünfthöchste Spielklasse im deutschen Männerfußball bilden. Die Liga umfasste 18 Vereine aus dem Bundesland Nordrhein-Westfalen, die um den Aufstieg in die Regionalliga bzw. gegen den Abstieg in die Verbandsliga spielten. Die Liga nahm am 15. August 2008 den Spielbetrieb auf und ersetzte die Oberligen Nordrhein und Westfalen. Der letzte Meister war der FC Viktoria Köln. Nach der Saison 2011/12 wurde die Liga wieder aufgelöst.

## Geschichte
Die Präsidien der drei dem Westdeutschen Fußball- und Leichtathletikverband (WFLV) angeschlossenen Landesverbände (Fußball-Verband Mittelrhein (FVM), Fußballverband Niederrhein (FVN) und Fußball- und Leichtathletik-Verband Westfalen (FLVW)) beschlossen, die beiden Oberligen Westfalen und Nordrhein mit Ablauf der Spielzeit 2007/08 aufzulösen und mit Beginn des Spieljahres 2008/09 eine eingleisige NRW-Liga als dann fünfthöchste Spielklasse im deutschen Fußball einzurichten.
Als Qualifikationszeitraum wurde die Spielzeit 2007/08 verbindlich festgelegt. Die wirtschaftlichen und technisch-organisatorischen Zulassungsvoraussetzungen wurden vom Präsidium des WFLV, der die Trägerschaft über diese Spielklasse hatte, in einem „NRW-Liga-Statut“ festgelegt. Folgende Vereine qualifizierten sich für die erste Spielzeit:
- Schwarz-Weiß Essen, SSVg Velbert, MSV Duisburg II, Germania Dattenfeld, Alemannia Aachen II, Bonner SC und Fortuna Düsseldorf II aus der Oberliga Nordrhein 2007/08.

- Fortuna Köln als Vizemeister der Verbandsliga Mittelrhein, Nachrücker anstelle des Meisters VfL Leverkusen (s. u.), sowie Rot-Weiss Essen II als Meister der Verbandsliga Niederrhein.

- Westfalia Herne, SV Schermbeck, Hammer SpVg, FC Gütersloh 2000, Delbrücker SC, Arminia Bielefeld II und Sportfreunde Oestrich-Iserlohn aus der Oberliga Westfalen 2007/08. Die Sportfreunde aus Oestrich-Iserlohn hatten sich als 14. der Oberliga nicht qualifiziert, rückten aber nach dem Verzicht von Rot Weiss Ahlen II für Germania Gladbeck (s. u.) nach.

- VfB Hüls und SG Wattenscheid 09 als Meister der beiden Verbandsligen Westfalen.

- Zudem erhielten die Sportfreunde Siegen in einem nachträglichen Verfahren die Lizenz für die NRW-Liga, nachdem der DFB dem Verein aufgrund eines laufenden Insolvenzverfahrens die Lizenz für die neue Regionalliga zunächst verweigert hatte, so dass die NRW-Liga im ersten Jahr mit 19 Vereinen spielte.

Die sportlich qualifizierten Mannschaften von Germania Gladbeck und VfL Leverkusen erhielten keine Zulassung für die NRW-Liga. Die Liga startete am 15. August 2008 mit dem Spiel Schwarz-Weiß Essen gegen Arminia Bielefeld II.

## Auf- und Abstiegsregelung

### 2008 bis 2011
- Die Plätze eins und zwei berechtigten zum Aufstieg in die Regionalliga West.
- Es stiegen mindestens die Mannschaften ab Rang 17 ab, d. h. bei 18 bzw. 19 Teilnehmern gab es mindestens zwei bzw. drei Absteiger. Jedoch wurde die Anzahl der Absteiger zusätzlich um die Zahl der aus der Regionalliga West abgestiegenen Vereine erhöht. Da bis zu drei Vereine aus der Regionalliga absteigen konnten, konnte dies bei 18 teilnehmenden Mannschaften zu maximal fünf Absteigern aus der NRW-Liga führen.
- Aufstiegsberechtigt in die NRW-Liga waren die vier Meister der nachfolgenden Verbandsligen: Westfalen (2 Staffeln), Mittelrhein und Niederrhein. Erhielte ein Bewerber aus einer Spielgruppe keine Zulassung, so wäre an seiner Stelle die nächste aufstiegsberechtigte Mannschaft der jeweiligen Spielklasse qualifiziert, sofern diese die Zulassungsvoraussetzungen erfüllte.
- In der Regel nahmen 18 Mannschaften an der NRW-Liga teil.

### 2011/12
Mit Ablauf der Spielzeit 2011/12 wurde die NRW-Liga aufgelöst (Beschluss des WFLV-Beirats vom 17. Mai 2011).
- Für den Aufstieg in die Regionalliga West konnten sich die Vereine/Mannschaften auf den Plätzen eins bis drei der Abschlusstabelle 2011/12 sportlich qualifizieren.
- Die Vereine/Mannschaften auf den Plätzen vier bis sieben der Abschlusstabelle 2011/12 der NRW-Liga und die sportlich qualifizierten Meister der Verbandsligen (je eine aus dem Fußballverbänden Mittelrhein und Niederrhein sowie zwei aus dem Fußball- und Leichtathletikverband Westfalen) ermittelten in einer Qualifikationsrunde/Relegationsrunde weitere vier Aufsteiger.
- Die unterlegenen Vereine/Mannschaften aus den Spielen der Aufstiegs/Relegationsrunde waren den entsprechenden Spielklassen der Landesverbände zuzuordnen.
- Die Vereine/Mannschaften ab Platz acht mit der geringsten Punktezahl und schlechtesten Platzierung in der Abschlusstabelle der Saison 2011/12 waren ebenfalls den entsprechenden Spielklassen der Landesverbände zuzuordnen.

## Saisonbilanzen
| Saison  | Meister             | Aufsteiger | Absteiger                                                            | Torschützenkönig                             |
| ------- | ------------------- | --- | -------------------------------------------------------------------- | -------------------------------------------- |
| 2008/09 | Bonner SC           | Bonner SC Fortuna Düsseldorf II | Delbrücker SC FC Gütersloh 2000 Sportfreunde Oestrich-Iserlohn       | Daniel Nigbur (SSVg Velbert) 22 Tore         |
| 2009/10 | SC Wiedenbrück 2000 | SC Wiedenbrück 2000 Arminia Bielefeld II | Rot-Weiss Essen II Hammer SpVg SG Wattenscheid 09 TSG Sprockhövel    | Dominik Jansen (SC Wiedenbrück 2000) 25 Tore |
| 2010/11 | Rot-Weiss Essen     | Rot-Weiss Essen SC Fortuna Köln | 1. FC Kleve FC Wegberg-Beeck SpVgg Erkenschwick TSV Germania Windeck | Fabian Montabell (SC Fortuna Köln) 23 Tore   |
| 2011/12 | FC Viktoria Köln    | FC Viktoria Köln Sportfreunde Siegen MSV Duisburg II VfB Hüls (nach Verzicht des Mittelrheinmeisters) SSVg Velbert (Relegation) SV Bergisch Gladbach 09 (Relegation) | keine                                                                | Mike Wunderlich (FC Viktoria Köln) 32 Tore   |

## Superlative
- Die meisten Tore in einer Saison schoss Mike Wunderlich vom FC Viktoria Köln, der in der Saison 2011/12 32-mal traf.
- Die meisten Zuschauer kamen zur Begegnung Rot-Weiss Essen – Schwarz-Weiß Essen (3:0) am 23. Spieltag der Saison 2010/11 am 5. März 2011. Es waren 12.512 Zuschauer im Georg-Melches-Stadion.
- Der höchste Sieg gelang Viktoria Köln gegen Rot Weiss Ahlen am 1. April 2012 (Endergebnis 9:0).
- Die wenigsten Gegentore in einer Saison kassierten die Sportfreunde Siegen (23 Gegentore in 34 Spielen 2011/12).